# 刺激性
刺激（英語：Irritation），是心理学或生理学的一种表现，心理学通常是指受某种情況的人类刺激下，如社交網站，受到擔憂而產生抑鬱等不良精神狀況，亦含有長期性狀況；生理学通常則指炎症或因为过敏而产生疼痛或激烈反应。一个能引起刺激反应的物质被叫做「刺激剂」，例如苯酚和辣椒素。药物、热量、辐射（例如紫外线）或游离辐射等都可能产生刺激。严重的刺激，如食肉菌，需面臨截肢療程。
应激性是生物所具备的基本特征之一，是生物适应性的表现之一，指生物对外界的刺激能做出反应。通常地，对生物构成刺激的同时，生物会产生应激性行为。比如含羞草应对外界触摸刺激会闭拢叶片。